# クリストフ・ファン・フート
クリストフ・ファン・フート（Kristof Van Hout、1987年2月9日 - ）は、ベルギー・ロンメル出身の元サッカー選手。ポジションはゴールキーパー。

## 経歴
2006年にオランダのヴィレムIIでトップチームに昇格したが出場機会は得られず、ベルギーのKVコルトレイク移籍後にゴールキーパーとして試合に初出場した。
しかしコルトレイクでもレギュラーはつかめず、2009年にスタンダール・リエージュに移籍してからも控えに回っていた。
2015年、KVCウェステルローに移籍した。
2022年に地元のロンメルSKに加入。同年11月7日の試合でヤリ・デ・ブッセルが負傷したために途中出場したが、出場はこの1試合のみでシーズン末に引退した。

## 人物
世界で最も身長の高いプロサッカー選手としても知られていた。

## 個人成績

### クラブ
| 国内個人成績表 | 国内個人成績表     | 国内個人成績表 | 国内個人成績表 | 国内個人成績表 | 国内個人成績表 | 国内個人成績表 | 国内個人成績表 | 国内個人成績表 | 国内個人成績表 | 国内個人成績表 | 国内個人成績表 |
| 年度           | クラブ             | 背番号         | リーグ         | リーグ戦       | リーグ戦       | リーグ杯       | リーグ杯       | オープン杯     | オープン杯     | 通算           | 通算           |
| 年度           | クラブ             | 背番号         | リーグ         | 出場           | 得点           | 出場           | 得点           | 出場           | 得点           | 出場           | 得点           |
| インド         | インド             | インド         | インド         | リーグ戦       | リーグ戦       | -              | -              | -              | -              | 期間通算       | 期間通算       |
| -------------- | ------------------ | -------------- | -------------- | -------------- | -------------- | -------------- | -------------- | -------------- | -------------- | -------------- | -------------- |
| 2014           | デリー・ディナモス | 1              | ISL            |                |                | -              | -              | -              | -              |                |                |
| 通算           | インド             | インド         | ISL            |                |                | -              | -              | -              | -              |                |                |
| 総通算         |                    |                |                |                |                |                |                |                |                |                |                |

## タイトル

### クラブ
KRCヘンク
- ベルギーカップ：2012-13